# Maria Luisa di Borbone-Orléans
Maria Luisa di Borbone-Orléans (Parigi, 26 aprile 1662 – Madrid, 12 febbraio 1689) fu principessa d'Orléans e di Francia per nascita e regina consorte di Spagna come prima moglie del re Carlo II.

## Biografia
Maria Luisa era la prima figlia del duca Filippo I di Borbone-Orléans e della sua prima moglie Enrichetta Anna Stuart. Discendeva sia dalla famiglia reale francese che inglese, poiché i suoi nonni paterni erano Luigi XIII di Francia e Anna d'Austria e quelli materni erano Carlo I d'Inghilterra ed Enrichetta Maria di Francia.

### Infanzia
Maria Luisa ebbe un'infanzia felice in Francia, vivendo principalmente nelle residenze di suo padre, il Palais-Royal (dov'era nata) a Parigi e il Castello di Saint-Cloud fuori città. Passò moltissimo tempo con la nonna paterna, Anna d'Austria, che l’adottò e le lasciò la maggior parte della sua fortuna quando morì nel 1666, e con la nonna materna, Enrichetta Maria di Francia, nella sua residenza a Colombes, dove conobbe sua cugina, la futura regina Anna di Gran Bretagna, che lì visse nella sua infanzia. Maria Luisa perse sua madre all'età di otto anni, nel 1670, ma l'anno seguente suo padre sposò la Principessa Palatina Elisabetta Carlotta di Baviera, che fu come una madre per lei e per la sua sorella minore Anna Maria. Per tutto il resto della sua vita, Maria Luisa mantenne una affettuosa corrispondenza con la matrigna.

### Regina di Spagna
Il 19 novembre 1679, Maria Luisa sposò il cugino Carlo II di Spagna a Quintanapalla, vicino a Burgos, Spagna. Anche se famosa per la sua bellezza ed il suo fascino, la rigida etichetta della corte spagnola ed i suoi tentativi infruttuosi di rimanere incinta la portarono a soffrire di depressione: tuttavia, fin dall'inizio del loro matrimonio, suo marito era pazzo d'amore per lei, una passione che rimase con lui fino alla morte.
Gli anni passavano e la coppia reale rimaneva senza figli ma tuttavia non smisero di provarci. All'inizio del 1688 un testimone scrisse che, quando Carlo e Maria Luisa andarono a pregare insieme in una chiesa per chiedere dei figli, lo fecero  "con tale fede che persino le pietre si sarebbero mosse per loro per chiedere a Dio di esaudire il loro desiderio."
Alla fine, dopo quasi dieci anni di matrimonio, qualcosa di inatteso accadde. Un giorno, dopo aver montato a cavallo, la regina cominciò a provare un dolore fitto nello stomaco che la indusse a stare a letto durante il resto della sera: morì la seguente notte, il 12 febbraio 1689. Secondo un testimone, sul suo letto di morte nel madrileno Palazzo dell'Alcazar Maria Luisa disse addio a suo marito con le seguenti parole: «Vostra Maestà potrà avere altre mogli, ma nessuna la amerà mai come me».
Quando Maria Luisa morì, Carlo fu distrutto dal dolore. Allora, ci furono voci non confermate che sostenevano che era stata avvelenata su ordine della Regina Vedova, Maria Anna d'Austria, sua suocera, perché non aveva dato alla luce alcun erede. Ciò è falso poiché, infatti, Maria Anna e Maria Luisa erano molto legate e la Regina Vedova fu anch'essa devastata per la morte della nuora. Sembra che la causa reale della morte di Maria Luisa fosse stata un'appendicite.
Subito dopo la sua morte, i ministri spagnoli cominciarono rapidamente a cercare una seconda moglie per il re: le candidate principali furono la principessa italiana Anna Maria Luisa de' Medici e la principessa tedesca Maria Anna del Palatinato-Neuburg. Mostrarono a Carlo i ritratti di queste due possibili spose in modo che potesse scegliere guardandoli: il re disse: «La signora di Toscana è graziosa e anche la signora di Neuburg non sembra essere affatto brutta.» Allora Carlo girò lo sguardo su un ritratto della defunta Maria Luisa e, dopo aver sospirato, disse: «Questa donna era veramente bellissima».

## Ascendenza
|                                     |                         |                             | Genitori                     |  |  | Nonni |  |  | Bisnonni             |  |  | Trisnonni                  |  |
|                                     |                         |                             |                              |  |  |       |  |  | Enrico IV di Francia |  |  | Antonio di Borbone-Vendôme |  |
|                                     |                         |                             |                              |  |  |       |  |  | Enrico IV di Francia |  |  | Antonio di Borbone-Vendôme |  |
|                                     |                         | Giovanna III di Navarra     |                              |  |  |       |  |  | Enrico IV di Francia |  |  |                            |  |
| Luigi XIII di Francia               |                         |                             |                              |  |  |       |  |  | Enrico IV di Francia |  |  |                            |  |
|                                     |                         | Maria de' Medici            | Francesco I de' Medici       |  |  |       |  |  |                      |  |  |                            |  |
|                                     |                         | Maria de' Medici            | Francesco I de' Medici       |  |  |       |  |  |                      |  |  |                            |  |
|                                     |                         | Maria de' Medici            | Giovanna d'Austria           |  |  |       |  |  |                      |  |  |                            |  |
| Filippo I di Borbone-Orléans        |                         | Maria de' Medici            |                              |  |  |       |  |  |                      |  |  |                            |  |
|                                     |                         | Filippo III di Spagna       | Filippo II di Spagna         |  |  |       |  |  |                      |  |  |                            |  |
|                                     |                         | Filippo III di Spagna       | Filippo II di Spagna         |  |  |       |  |  |                      |  |  |                            |  |
|                                     |                         | Filippo III di Spagna       | Anna d'Asburgo               |  |  |       |  |  |                      |  |  |                            |  |
| Anna d'Asburgo                      |                         | Filippo III di Spagna       |                              |  |  |       |  |  |                      |  |  |                            |  |
|                                     |                         | Margherita d'Austria-Stiria | Carlo II d'Austria           |  |  |       |  |  |                      |  |  |                            |  |
|                                     |                         | Margherita d'Austria-Stiria | Carlo II d'Austria           |  |  |       |  |  |                      |  |  |                            |  |
|                                     |                         | Margherita d'Austria-Stiria | Maria Anna di Wittelsbach    |  |  |       |  |  |                      |  |  |                            |  |
| Maria Luisa di Borbone-Orléans      |                         | Margherita d'Austria-Stiria |                              |  |  |       |  |  |                      |  |  |                            |  |
|                                     | Giacomo I d'Inghilterra | Enrico Stuart, Lord Darnley |                              |  |  |       |  |  |                      |  |  |                            |  |
|                                     | Giacomo I d'Inghilterra | Enrico Stuart, Lord Darnley |                              |  |  |       |  |  |                      |  |  |                            |  |
|                                     | Giacomo I d'Inghilterra | Maria Stuarda               |                              |  |  |       |  |  |                      |  |  |                            |  |
| Carlo I d'Inghilterra               | Giacomo I d'Inghilterra |                             |                              |  |  |       |  |  |                      |  |  |                            |  |
|                                     |                         | Anna di Danimarca           | Federico II di Danimarca     |  |  |       |  |  |                      |  |  |                            |  |
|                                     |                         | Anna di Danimarca           | Federico II di Danimarca     |  |  |       |  |  |                      |  |  |                            |  |
|                                     |                         | Anna di Danimarca           | Sofia di Meclemburgo-Güstrow |  |  |       |  |  |                      |  |  |                            |  |
| Enrichetta d'Inghilterra            |                         | Anna di Danimarca           |                              |  |  |       |  |  |                      |  |  |                            |  |
|                                     |                         | Enrico IV di Francia        | Antonio di Borbone-Vendôme   |  |  |       |  |  |                      |  |  |                            |  |
|                                     |                         | Enrico IV di Francia        | Antonio di Borbone-Vendôme   |  |  |       |  |  |                      |  |  |                            |  |
|                                     |                         | Enrico IV di Francia        | Giovanna III di Navarra      |  |  |       |  |  |                      |  |  |                            |  |
| Enrichetta Maria di Borbone-Francia |                         | Enrico IV di Francia        |                              |  |  |       |  |  |                      |  |  |                            |  |
|                                     |                         | Maria de' Medici            | Francesco I de' Medici       |  |  |       |  |  |                      |  |  |                            |  |
|                                     |                         | Maria de' Medici            | Francesco I de' Medici       |  |  |       |  |  |                      |  |  |                            |  |
|                                     |                         | Maria de' Medici            | Giovanna d'Austria           |  |  |       |  |  |                      |  |  |                            |  |
|                                     |                         | Maria de' Medici            |                              |  |  |       |  |  |                      |  |  |                            |  |

## Titoli e trattamento
- 26 marzo 1662 – 30 agosto 1679: Sua Altezza Serenissima, la Principessa d'Orleans
- 30 agosto 1679 – 12 febbraio 1689: Sua Maestà, la Regina di Spagna